# Eublemma foedosa
Eublemma foedosa là một loài bướm đêm trong họ Erebidae.